# Alessandro Di Battista
Alessandro Di Battista (Roma, 4 agosto 1978) è un politico, opinionista e scrittore italiano.

## Biografia
Nato il 4 agosto 1978 a Roma, da genitori di Civita Castellana: il padre, Vittorio Di Battista (1941-2025), era stato consigliere comunale nelle file del Movimento Sociale Italiano. Ha conseguito la maturità scientifica presso il Liceo Scientifico Statale Farnesina di Roma con votazione 46/60 e si è poi laureato con lode in Discipline delle Arti, Musica e Spettacolo presso l'Università degli Studi Roma Tre. Ha inoltre conseguito il master in Tutela internazionale dei diritti umani presso l'Università degli Studi di Roma "La Sapienza". Successivamente ha lavorato per un anno come cooperante in Guatemala, occupandosi di educazione e progetti produttivi nelle comunità indigene.
Nel 2008 si è occupato di microcredito e istruzione in Congo-Kinshasa e di diritto all'alimentazione per conto dell'UNESCO. Ha inoltre collaborato col Consiglio italiano per i rifugiati, la Caritas e Amka Onlus. Nel 2010 è stato in Argentina, Cile, Paraguay, Bolivia, Perù, Ecuador, Colombia, Panama, Costa Rica, Nicaragua, Guatemala e Cuba per scrivere il libro Sulle nuove politiche continentali.
A partire dal 2011 collabora con il blog di Beppe Grillo pubblicando reportage sulle azioni dell'Enel in Guatemala. Nel 2012 gli è stato commissionato un libro sui sicari sudamericani da parte di Gianroberto Casaleggio, dopo averlo persuaso durante un incontro alla Casaleggio Associati a Milano. È quindi partito per Ecuador, Panama, Guatemala e Colombia e a fine anno ha pubblicato l'e-book Sicari a cinque euro, edito da Adagio (Casaleggio Associati), nel quale analizza l'origine del fenomeno del sicariato e propone alcune possibili soluzioni.
Ha due figli: Andrea, nato nel 2017, e Filippo, nato nel 2020, avuti dalla compagna Sahra Lahouasnia, franco-algerina.

## Attività politica

### Meetup di Beppe Grillo
Prima di aderire al Movimento 5 Stelle, ha dichiarato di aver votato a sinistra in chiave antiberlusconiana per Fausto Bertinotti, Antonio Di Pietro e Walter Veltroni.
Alle elezioni amministrative del 2008 si è candidato con la lista Amici di Beppe Grillo, ma senza risultare eletto.
Aderisce al Movimento 5 Stelle (M5S) di Beppe Grillo e Gianroberto Casaleggio, di cui diventa il portavoce nel Lazio.

### Deputato M5S alla Camera

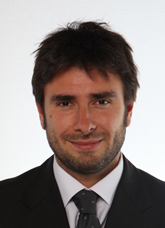
Alessandro Di Battista eletto alla Camera dei deputati nel 2013

In vista delle elezioni politiche del 2013, si è candidato nel dicembre 2012 alle "Parlamentarie" (consultazione online per le candidature al parlamento) del Movimento 5 Stelle, dove ottiene 313 preferenze. Candidato per le politiche del 2013 alla Camera dei deputati, tra le liste del Movimento 5 Stelle in quarta posizione nella circoscrizione Lazio 1, risulta poi eletto deputato alla Camera per il M5S.
Nella XVII legislatura della Repubblica è stato componente della 3ª Commissione Affari esteri e Comunitari, ricoprendo l'incarico di vicepresidente della Commissione dal 7 maggio 2013 al 20 luglio 2015.
Il 28 novembre 2014 Beppe Grillo a sorpresa chiede agli iscritti del M5S di esprimersi mediante una votazione online sull'introduzione di un direttorio (i cinque nomi proposti da Grillo furono quelli dei deputati Alessandro Di Battista, Luigi Di Maio, Roberto Fico, Carla Ruocco e Carlo Sibilia). La proposta viene ratificata con il 91,7% di voti favorevoli su un totale di 37.127 partecipanti al voto. Il direttorio viene sciolto meno di due anni dopo e nel settembre 2017, sei mesi prima delle elezioni politiche del 4 marzo 2018, Luigi Di Maio sarebbe diventato capo politico del M5S, appoggiato anche da Di Battista (i due avrebbero poi fatto la campagna elettorale insieme portando il M5S al 33%).
Il 7 agosto 2016, alla vigilia del via libera dalla Corte di cassazione del referendum costituzionale sulla riforma Renzi-Boschi, intraprende un tour elettorale in motoscooter rinominato "Costituzione coast to coast", che si concluderà il 7 settembre, per promuovere il "No" in vista della consultazione, venendo affiancato anche dai portavoce M5S Laura Castelli, Sergio Battelli, Angelo Tofalo e Daniele Pesco.

### Membro del M5S fuori dal Parlamento
Il 20 novembre 2017 annuncia, in un video pubblicato su Facebook, che non si ricandiderà in Parlamento alle successive elezioni politiche del 2018, pur restando membro del Movimento 5 Stelle e di partecipare alla campagna elettorale delle politiche del 2018: «È una scelta mia. […] Il Movimento è una mia seconda pelle. Lo sosterrò sempre».
Durante la sua militanza nel partito, veniva considerato come il principale esponente dell'ala movimentista e radicale del M5S.
Durante il governo Conte I critica in più occasioni la Lega e l'allora alleato di governo e ministro dell'interno Matteo Salvini; lo stesso avviene durante il governo Conte II nei confronti del Partito Democratico e dell'ex premier Matteo Renzi, leader di Italia Viva.
Si oppone all'ipotesi di un'alleanza organica con il PD, dichiarando che il M5S dovrebbe rimanere autonomo e alternativo sia al centro-destra che al centro-sinistra. Difende il ruolo di Davide Casaleggio e della piattaforma Rousseau e si oppone all'ipotesi di abolire il vincolo del doppio mandato per i parlamentari.

### Abbandono del Movimento 5 Stelle
Il 3 febbraio 2021 si oppone all'ingresso del Movimento 5 Stelle in un governo guidato dall'ex presidente della Banca centrale europea Mario Draghi. L'11 febbraio, dopo il voto positivo sull'entrata del M5S nel governo Draghi sulla piattaforma Rousseau, annuncia, con un videomessaggio pubblicato su Facebook, l'intenzione di abbandonare il Movimento 5 Stelle dopo oltre 11 anni tra militanza e attivismo. Il 22 febbraio Di Battista conferma di non essere più iscritto alla piattaforma Rousseau e al M5S.
Il 30 ottobre 2021 a Siena inizia un nuovo tour Su la testa di opposizione extraparlamentare al governo Draghi, la cui prima tappa è incentrata sul crack Mps.
Il 23 giugno 2022 dichiara in un'intervista a TPI che potrebbe riavvicinarsi al M5S qualora quest'ultimo si collocasse all'opposizione del governo Draghi. Tuttavia, il 9 agosto seguente, dopo la fine dell'esecutivo e con le elezioni anticipate indette per il 25 settembre, spiega di non aver voluto rientrare e di non essersi voluto ricandidare con il M5S poiché non ci sarebbero state le condizioni.
Nell'aprile del 2023 nasce l'associazione Schierarsi di cui Di Battista è vicepresidente e con la quale si impegna nella raccolta firme per indire referendum sulla sanità pubblica, contro l’invio di armi all'Ucraina, e per il riconoscimento dello Stato di Palestina.

## Attività extra-politiche

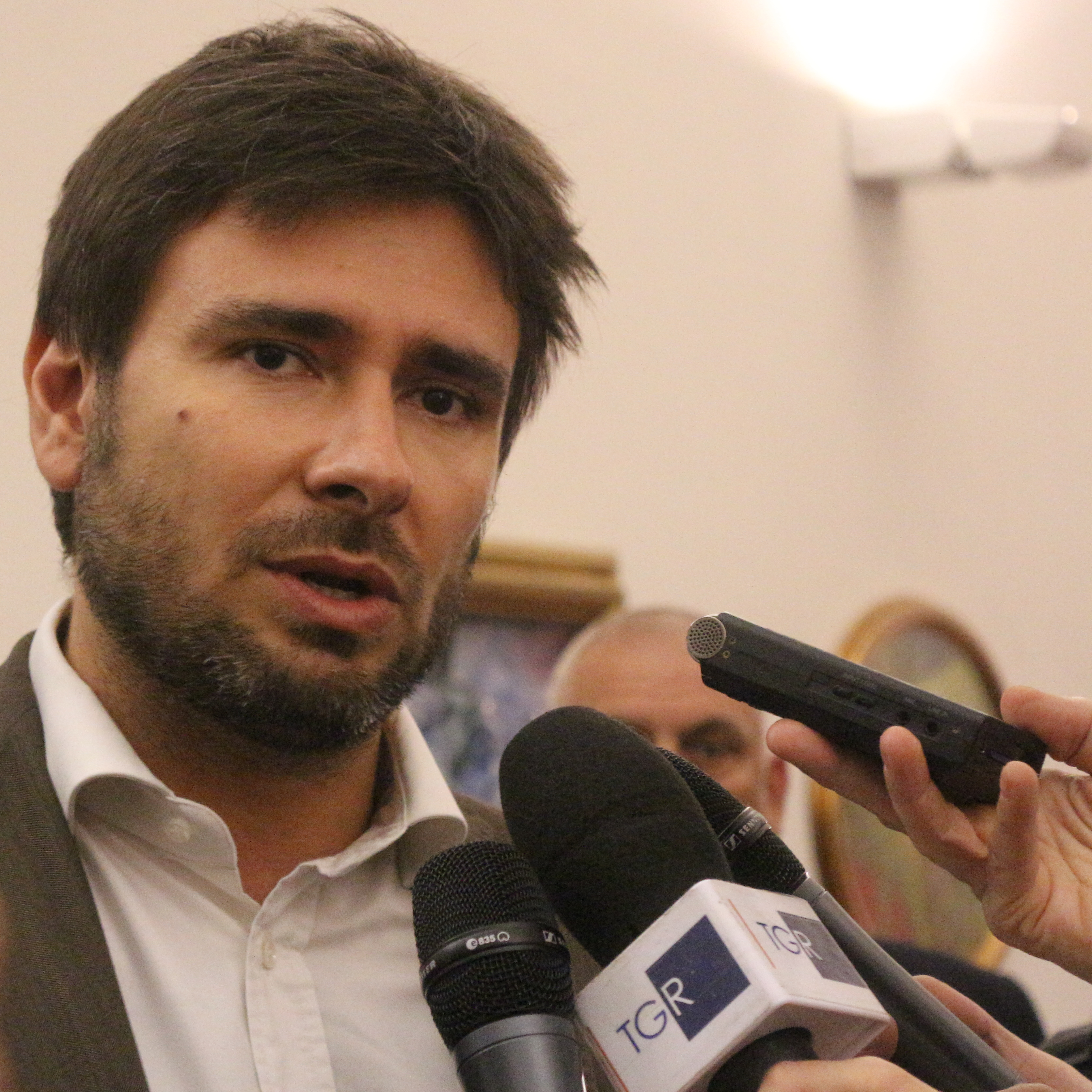
Alessandro Di Battista durante il Festival del Giornalismo del 2018

Dopo aver cessato il suo mandato di parlamentare, Di Battista inizia a collaborare con Il Fatto Quotidiano, per il quale realizza dei reportage all'estero (California, Messico, Centro America nel 2018; Iran nel 2020; Bolivia nel 2021; Russia nel 2022; Ecuador, Perù, Colombia e Brasile nel 2023) e dei documentari per TV Loft e Sky Atlantic. Secondo quanto rivelato da un'indiscrezione pubblicata dal sito Dagospia, la collaborazione di Di Battista ha provocato forti proteste da parte del comitato di redazione del quotidiano.
A partire dall'agosto 2020 inizia a collaborare anche con The Post Internazionale.
È opinionista per il talk-show televisivo Dimartedì su La7 a partire dal mese di febbraio 2022.
Nel giugno 2022 realizza per Il Fatto Quotidiano Extra una serie di podcast, Ostinati e contrari, in cui intervista personaggi come Zdeněk Zeman, Alessandro Barbero, Moni Ovadia, Barbara Spinelli, Marina Conte, Toni Capuozzo, Ilaria Cucchi e da cui verrà tratto il suo sesto libro.
Dal 2022 scrive articoli e reportage per le riviste L'Indipendente e Il Millimetro.
Tra il 2023 e il 2024 è a teatro con lo spettacolo Assange. Colpirne uno per educarne cento in cui ripercorre le vicende del giornalista Julian Assange. Subito dopo inizia a girare i teatri con Scomode verità. Dalla guerra in Ucraina al massacro di Gaza dal titolo del suo ultimo libro.

## Controversie
Il 20 maggio 2014 nel corso della trasmissione Bersaglio mobile su LA7 ha fatto riferimento ai parlamentari Giuseppe Civati e Gianni Cuperlo (PD), accostandoli alla parola mafia e dicendo: 
()
In seguito alle polemiche scaturite ha affermato che in quelle dichiarazioni si riferiva a una "mafia del compromesso" che non consente di affrancarsi dal partito a persone intelligenti come Cuperlo e Civati. I due deputati non hanno sporto querela e Civati ha affermato di aver ricevuto le scuse private via SMS.
Il 16 agosto 2014 compare sul blog di Beppe Grillo un suo lungo post dal titolo "ISIS, che fare?" che suscita vivaci reazioni. In particolare a fare scalpore è la frase:
(. Successivamente avrà modo di chiarire che quelle parole non si riferivano all'ISIS, bensì ad Hamas)
Il 14 febbraio 2015 viene citato in un articolo del The New York Times come vincitore di una speciale classifica delle bugie più grandi dell'anno 2014. L'articolo fa riferimento a una frase pronunciata da Di Battista a una manifestazione al Circo Massimo nella quale, descrivendo la situazione della Nigeria (definito "paese tranquillo" dal ministro Beatrice Lorenzin), replicò "Il 60% è in mano a Boko Haram, il resto del paese è in mano ad Ebola", tesi smentita dal NYT avvalendosi anche di dati provenienti dall'Organizzazione mondiale della sanità.
Il 31 marzo 2017 viene indagato dalla procura di Genova insieme a Beppe Grillo con l'accusa di diffamazione in relazione alle affermazioni contro Marika Cassimatis, vincitrice delle primarie online in vista delle elezioni comunali del capoluogo ligure e sconfessata dal Movimento perché ritenuta vicina a militanti fuoriusciti come Paolo Putti (candidato a Genova cinque anni prima) e Federico Pizzarotti (sindaco di Parma); Di Battista in particolare aveva evocato interventi drastici contro chi, a suo parere, non era in linea con il Movimento. Il 14 aprile 2017 la Procura della Repubblica di Genova ha chiesto l'archiviazione sia per lui sia per Beppe Grillo.
Nel dicembre 2017 afferma che qualora il Movimento 5 Stelle avesse ottenuto l'incarico di governo, si sarebbe impegnato per intrecciare rapporti più intensi con la Russia, nonostante la già avvenuta annessione della Crimea alla Russia. Nonostante l'illegittimità del referendum sull'autodeterminazione della Crimea del 2014 e il fatto che esso non è stato riconosciuto a livello internazionale dalla maggior parte dei Paesi, Di Battista ne ha asserito la validità.
Possiede il 30% del capitale sociale della azienda di famiglia, la Di.Bi Tec. una società di capitali a responsabilità limitata amministrata dal padre, della quale, risulta socio di maggioranza, a pari livello della sorella Maria Teresa. Nel 2017, la società non ha adempiuto all'obbligo di deposito e pubblicità dei bilanci. Dagli esercizi precedenti risultano iscritti a bilancio debiti nei confronti di vari soggetti, incluso l'INPS e l'erario: deve alle banche 151 578 euro mentre i debiti verso i fornitori sono 135 373 euro. Nel gennaio 2019 il padre ha ammesso che l'azienda ha usufruito delle prestazioni di un lavoratore in nero.
Di Battista durante i suoi anni come cooperante ha anche lavorato come volontario presso AMKA Onlus, un'associazione non governativa che si occupa di progetti di sviluppo in Paesi non industrializzati. Durante questa collaborazione viaggia in Guatemala, dove segue diversi progetti con altri volontari ed entra in contatto con le popolazioni indigene che vedono la loro terra minacciata dalla presenza di Enel, che sul posto ha grandi interessi economici derivanti dalla costruzione di un impianto idroelettrico. Di Battista sposa la causa dei locali scrivendo un articolo sul blog di Beppe Grillo, scagliandosi spesso con parole forti contro Enel e portando in futuro, una volta diventato deputato, un'interrogazione parlamentare in Italia. Ciò nonostante Di Battista proprio nel suo periodo di cooperante in Guatemala, aveva accettato una donazione verso AMKA Onlus di 47 660 euro da Enel nel Cuore, la onlus di Enel che si occupa di finanziare progetti di sviluppo il cui operato ha lui stesso definito:

## Libri
- Sicari a cinque euro. Vita e morte in Centroamerica, Adagio (Casaleggio Associati), 4 febbraio 2014, ISBN 978-88-963-3717-2.
- A testa in su. Investire in felicità per non essere sudditi, Milano, Rizzoli, 24 novembre 2016, ISBN 978-88-170-9189-3.
- Meglio liberi. Lettera a mio figlio sul coraggio di cambiare, Milano, Rizzoli, 23 novembre 2017, ISBN 978-88-170-9881-6.
- Politicamente scorretto, Roma, PaperFIRST, 17 giugno 2019, ISBN 978-88-997-8479-9.
- Contro! Perché opporsi al governo dell'assembramento, Roma, PaperFIRST, 14 maggio 2021, ISBN 978-88-314-3120-0.
- Ostinati e contrari. Voci contro il sistema, Roma, PaperFIRST, 2022, ISBN 978-88-314-3184-2.
- Scomode verità. Dalla guerra in Ucraina al massacro di Gaza, Roma, PaperFIRST, 2024, ISBN 979-12-554-3056-8.
- Democrazia deviata. Perché non ha più senso parlare di governo del popolo, Roma, PaperFIRST, 2025, ISBN 979-12-554-3070-4.

## Documentari
- L'altro mondo - In viaggio con Alessandro Di Battista - TV Loft e Sky (2018)
- Sentieri persiani - TV Loft (2020)
- Respiro - Racconti boliviani di Alessandro Di Battista - TV Loft (2021)
- L'altra parte - Viaggio nella Russia profonda - TV Loft (2023)
- La vena del mondo - Lungo il Rio delle Amazzoni - TV Loft (2024)
- La polvere del mondo - TV Loft (2025)